# Вулиця Шевченка (Харків)
Ву́лиця Шевче́нка — вулиця у Київському районі Харкова. Починається біля так званого Горбатого мосту, на перехресті Чорноглазівської вулиці і Харківської набережної. Далі прямує уздовж річки Харків на північний схід до Лазьківського проїзду і продовжується вулицею Максима Рильського. Вулиця з двостороннім рухом, напрямок — від центру міста.

## Історія і назва

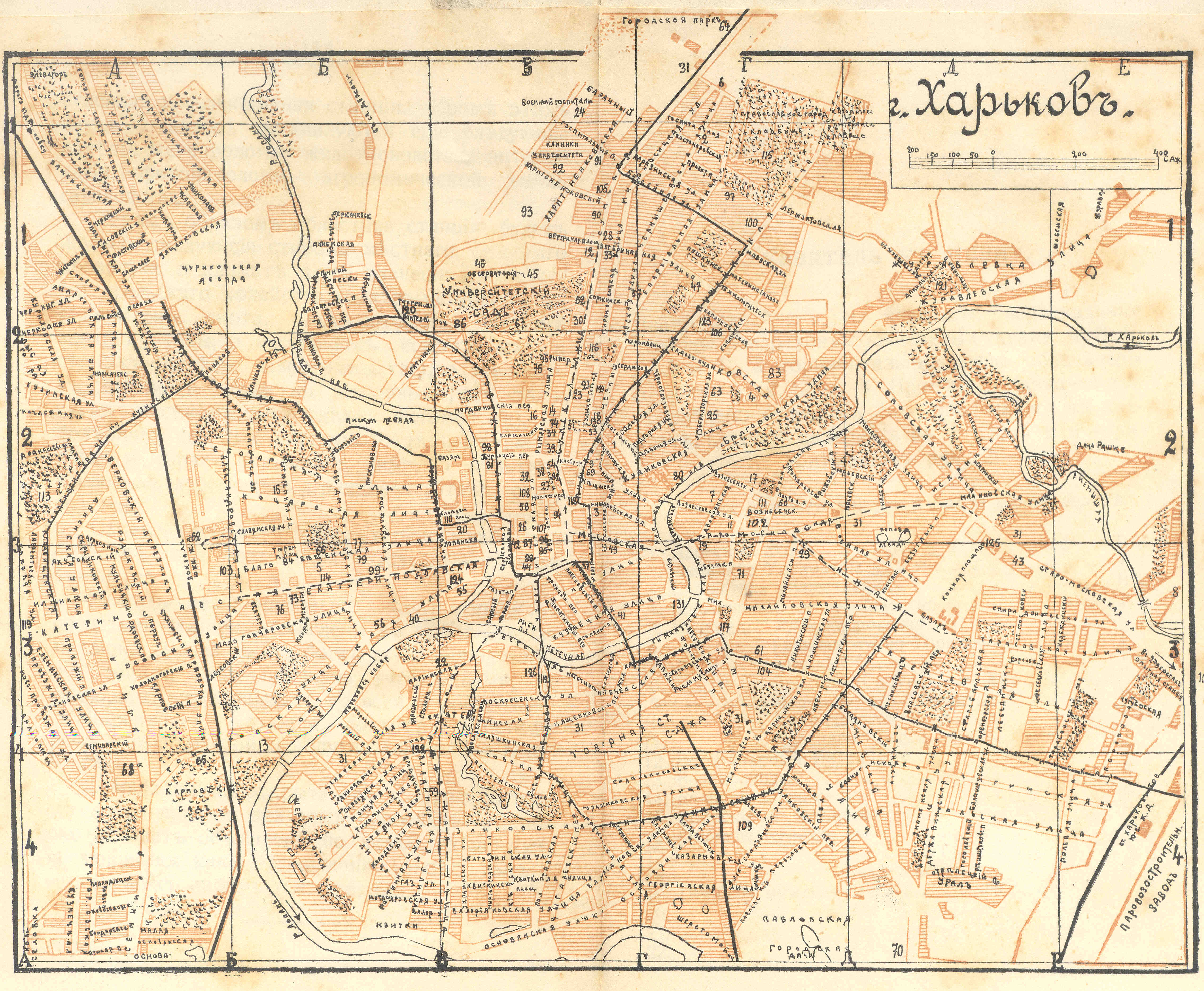
Мапа Харкова 1914 року. Вулиця Шевченка зазначена під назвами «Білгородська» і «Журавлівська»

Заселення сучасної вулиці Шевченка почалось з місцевості Журавлівка в XVII столітті. В XIX столітті забудова поширилась на південно-західну частину вулиці, яка отримала назву «Білгородська».
8 березня 1961 року ці дві вулиці отримали загальну назву, з нагоди століття з дня смерті українського поета Тараса Шевченка.

## Транспорт
По всій довжині вулиця Шевченка асфальтована, рух транспорту двосторонній.
З непарного боку до вулиці Шевченка долучається вулиця Матюшенка, з парного — вулиця Мойсеївська. На цьому перехресті розташована станція метро «Київська».
Вулицею Шевченка ходить трамвай, в районі Журавлівського гідропарку розташоване трамвайне коло.

## Державні установи
- Будинок № 2 — КП «Харківводоканал»
- Будинок № 8 — Головне управління ДСНС України в Харківській області[3]
- Будинок № 26 — Сервісний центр МВС України
- Будинок № 137-А — Харківський міський центр зайнятості[4]

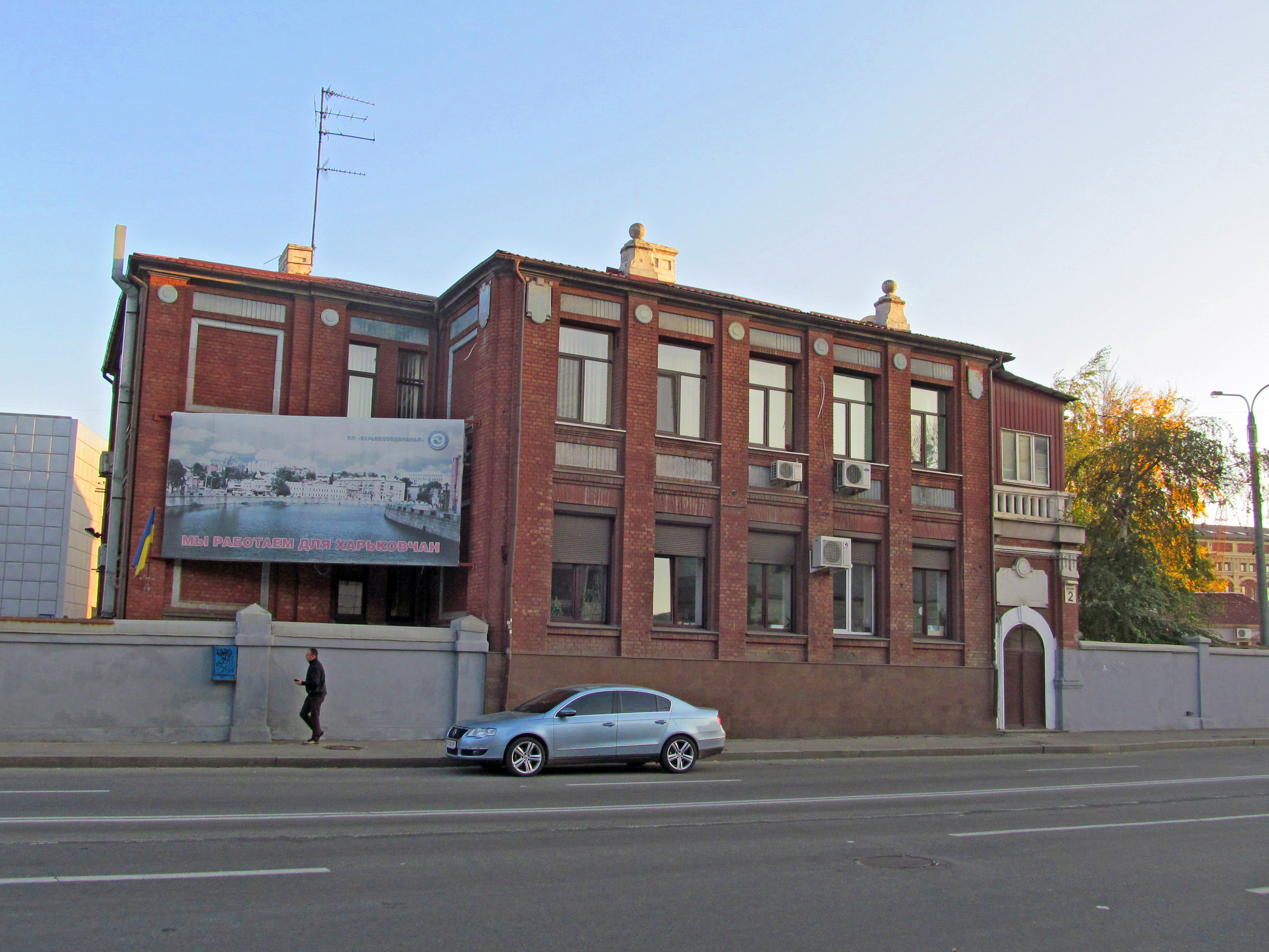
КП «Харківводоканал»
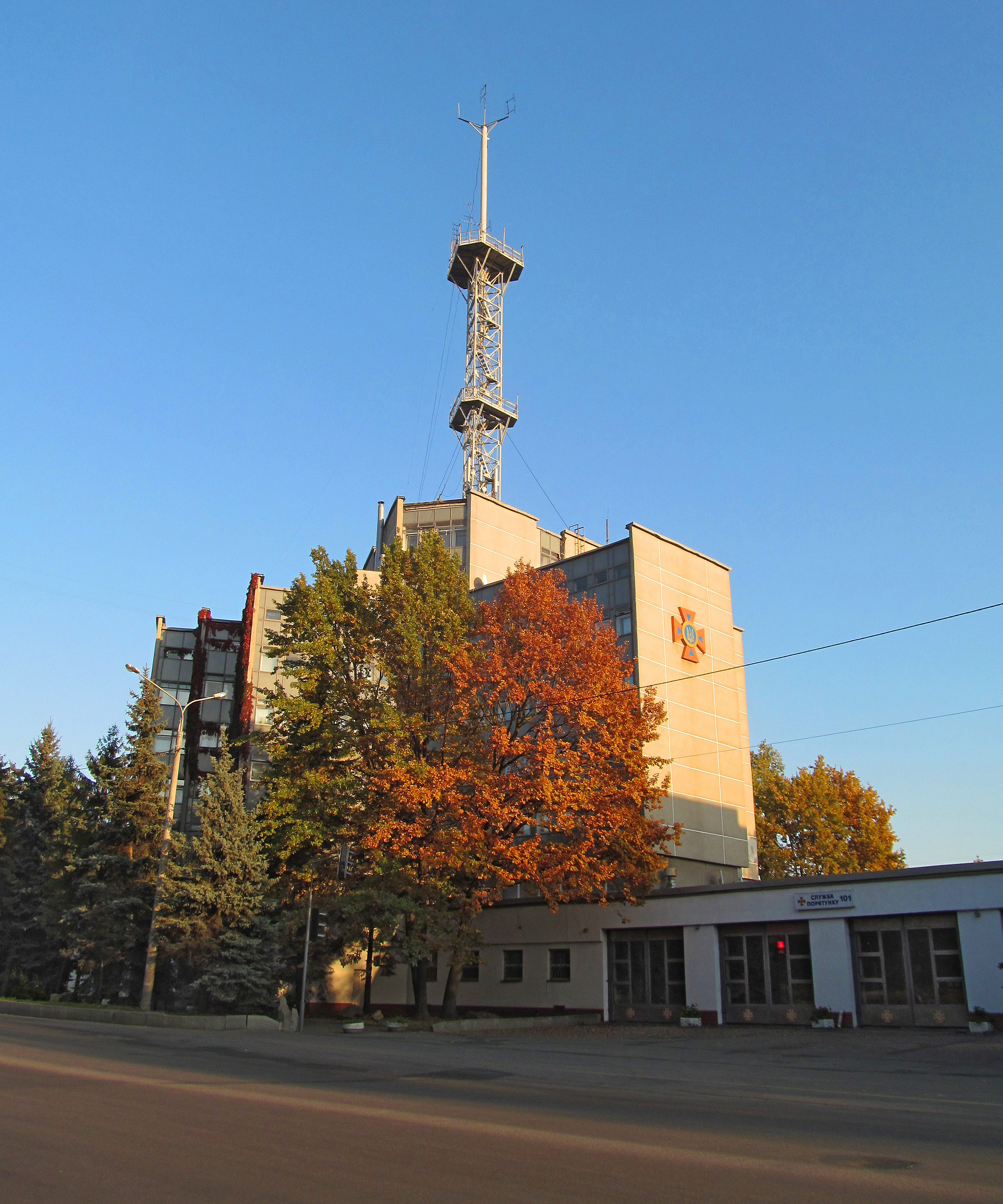
Головне управління ДСНС України в Харківській області
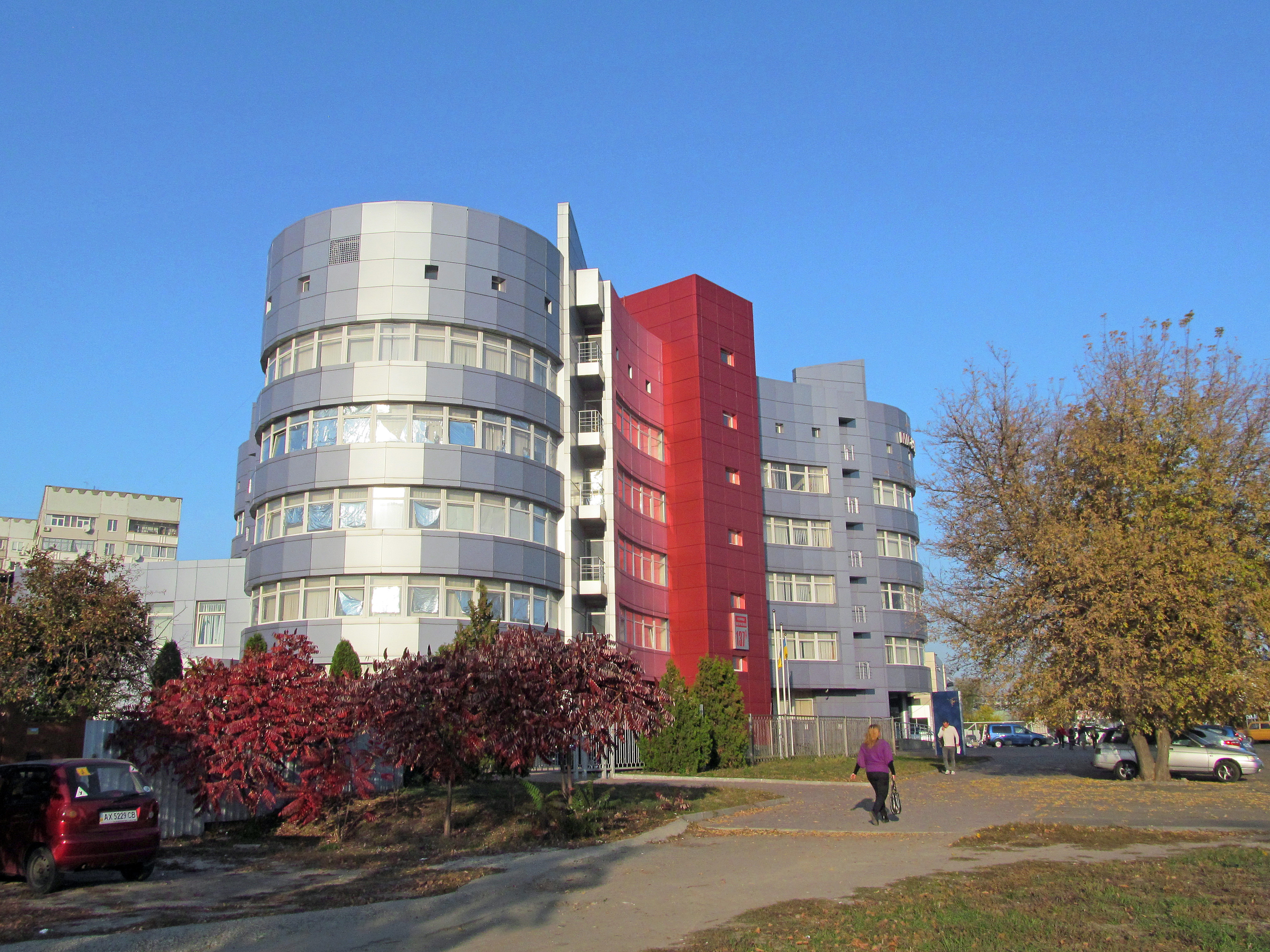
Харківський міський центр зайнятості

## Наука, виробництво

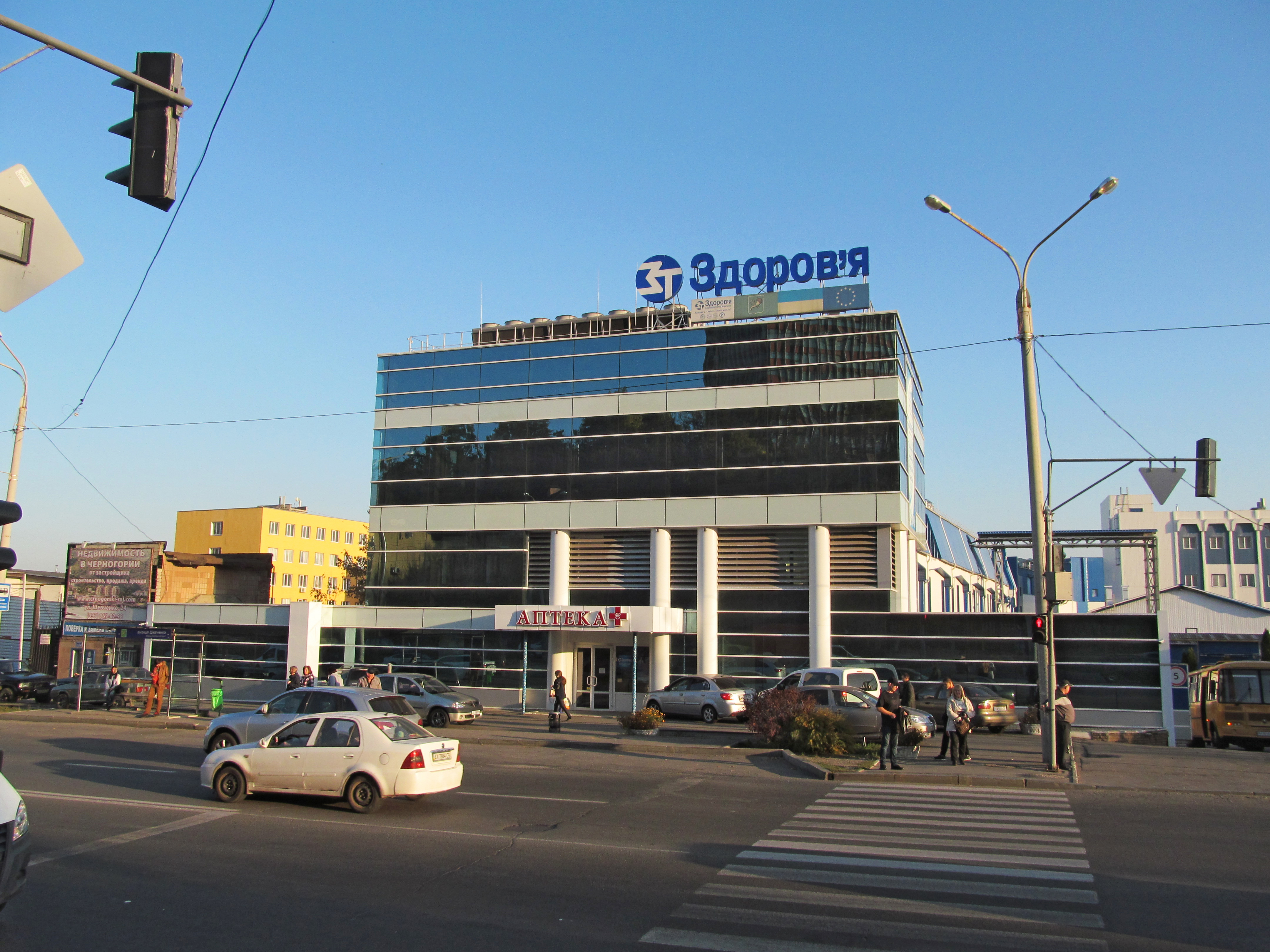
Харківське фармацевтичне підприємство «Здоров'я народу»

- Будинок № 6 — Український державний науково-дослідний інститут проблем водопостачання, водовідведення та охорони навколишнього природного середовища «Укрводгео»[5]
- Будинок № 22 — Харківське фармацевтичне підприємство «Здоров'я народу»[6]
- Будинок № 24 — Харківський інститут управління
- Будинок № 303/307 — Харківське навчально-виробниче підприємство № 1 УТОГ[7]

## Навчальні заклади

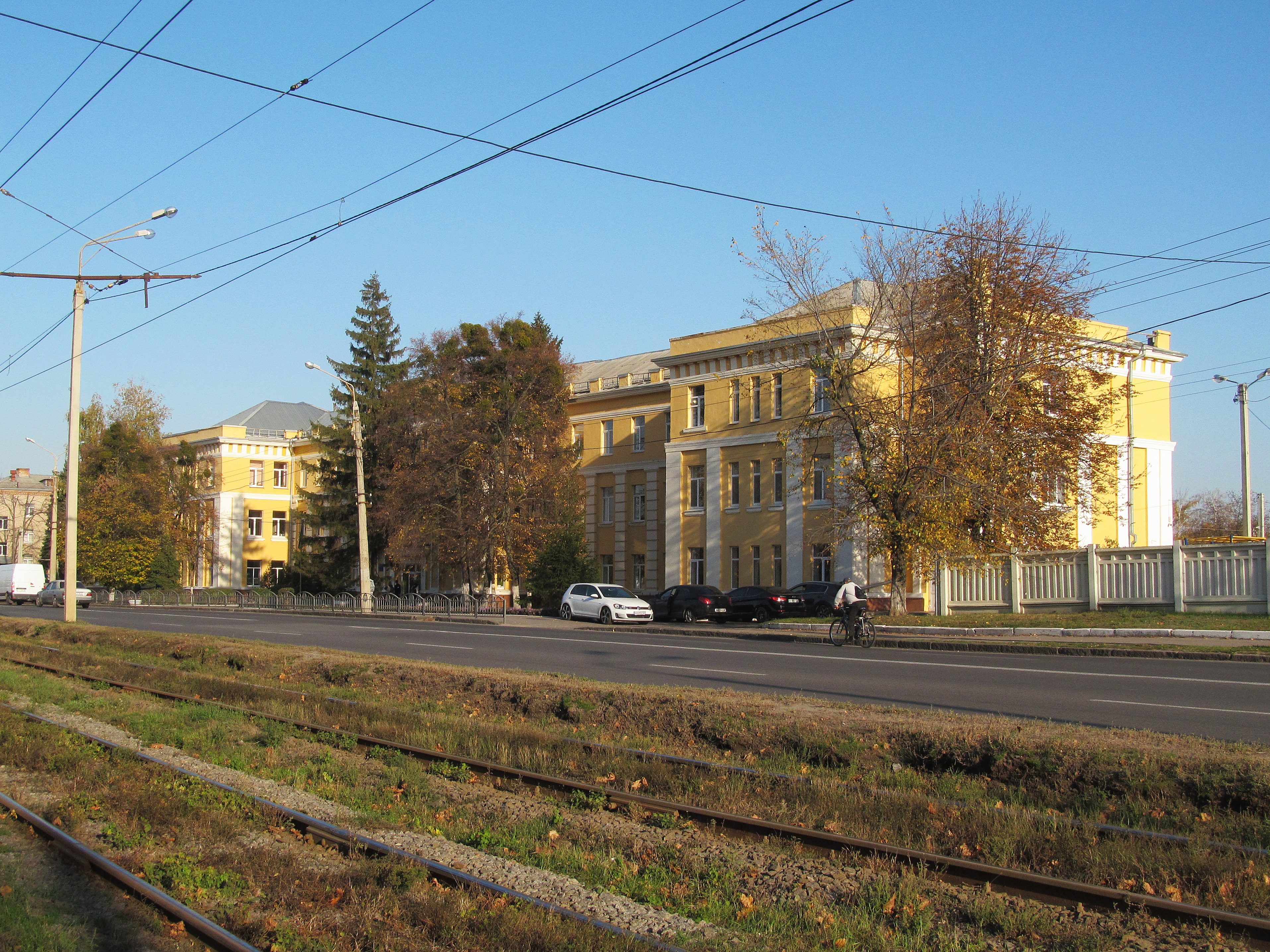
Харківська спеціалізована школа № 134

- Будинок № 220 — Харківська спеціалізована школа I—III ступенів № 134
- Будинок № 222 — Харківська спеціальна школа № 7

## Медичні заклади

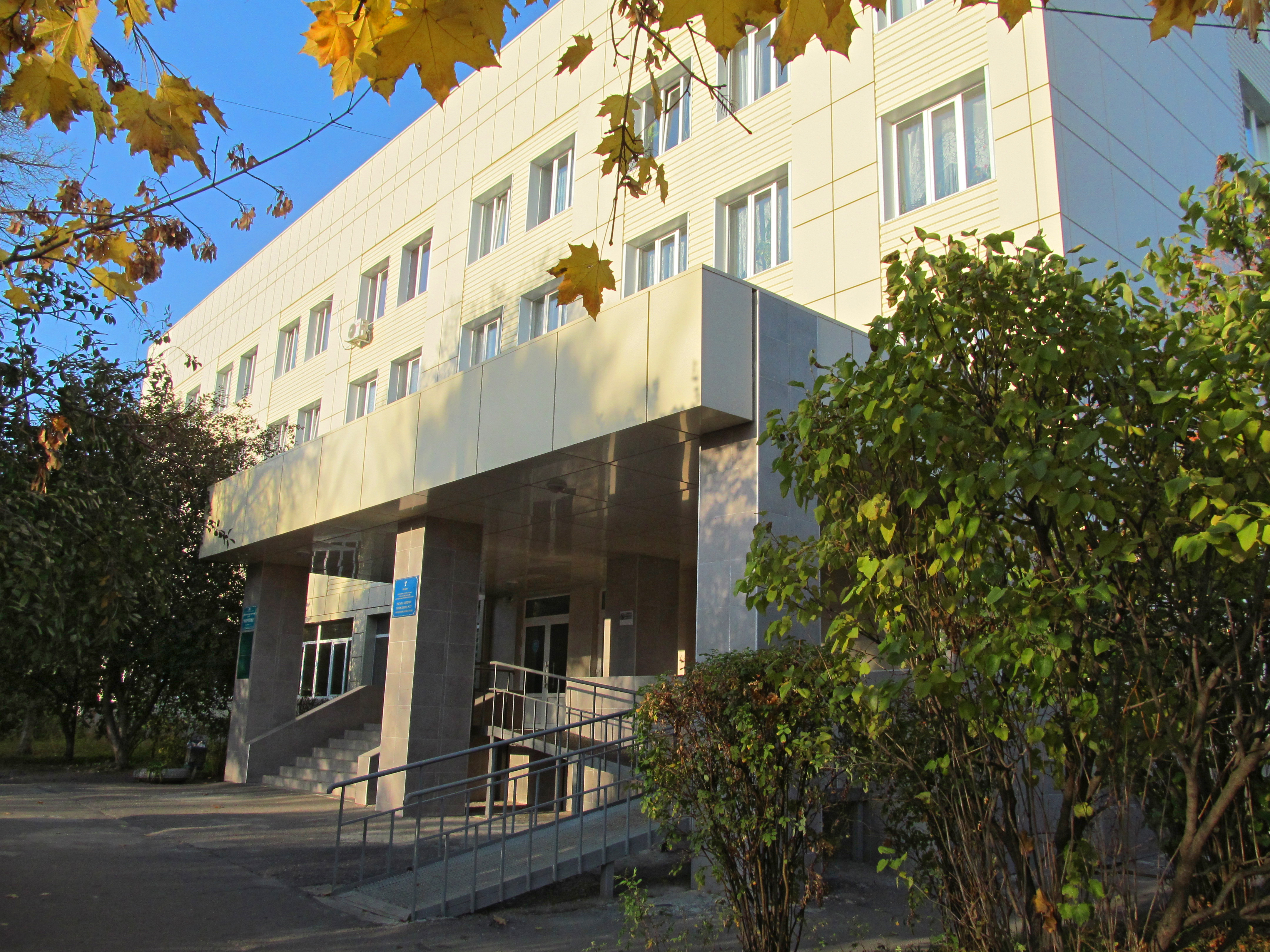
Харківська міська дитяча поліклініка № 23

- Будинок № 133 — Харківська міська дитяча поліклініка № 23

## Пошта
- Будинок № 165 — Укрпошта, відділення № 13
- Будинок № 224 — Укрпошта, відділення № 33

## Храми

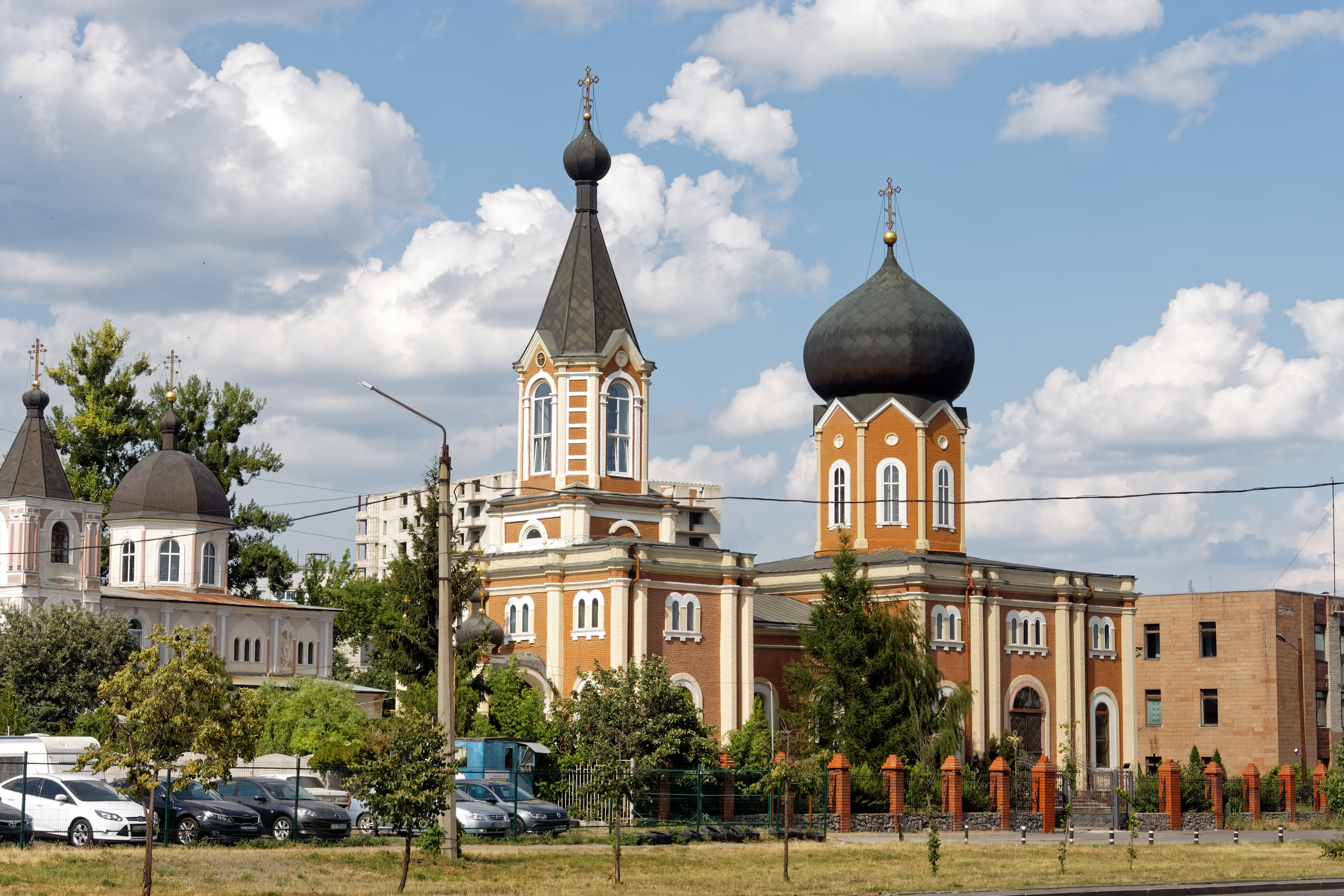
Церква Св. Петра і Павла

- Будинок № 121 — Церква Св. Петра і Павла, пам'ятка архітектури Харкова. Охоронний № 365, арх. В. Ф. Небольсін, 1872—1876 роки.
- Будинок № 144 — Вірменська церква Сурб Арутюна (Святого Воскресіння)

## Зони відпочинку
- Журавлівський гідропарк
- Парк відпочинку «Карякін сад»